# Michał Lorenc

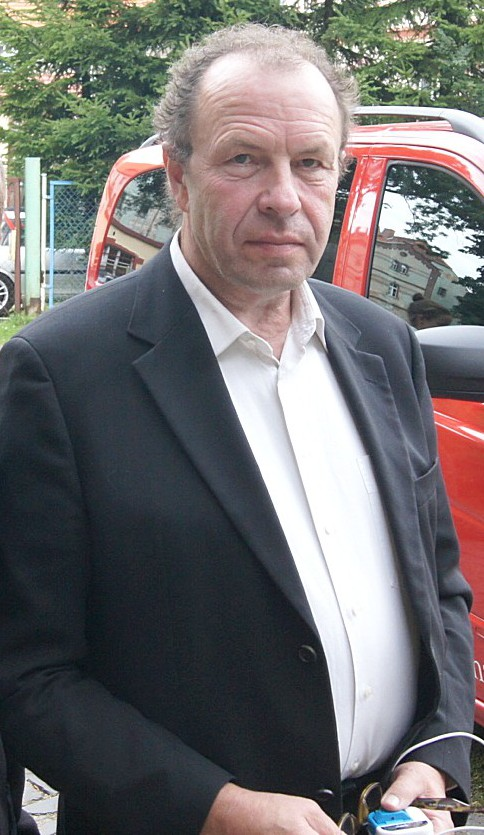
Michał Lorenc (2012)

Michał Lorenc (* 5. Oktober 1955 in Warschau) ist ein polnischer Filmkomponist.

## Leben
1989 arbeitete Lorenc für Maciej Dejczers Film 300 Meilen bis zum Himmel, wofür er für den Europäischen Filmpreis 1989 nominiert wurde. Von 1992 bis 2007 gewann Lorenc fünfmal die Auszeichnung für die beste Filmmusik beim Polnischen Filmfestival, davon einmal (1995) gemeinsam nach „Gleichstand“ mit Jerzy Satanowski. 1999 gewann er mit der Musik für Nic (1998) den International Prize for Film and Media Music der Internationalen Biennale für Filmmusik. Im gleichen Jahr gewann er mit der Musik für den 1998 erschienenen Film Je třeba zabít Sekala den Filmpreis Böhmischer Löwe, 2002 wurde er mit der Musik für Frühling im Herbst (2001) erneut für den Preis nominiert.

## Kritiken
Lorenc’ Musik für den französisch-polnischen Film Vier Nächte mit Anna bezeichnete das Variety-Magazin als „große Unterstützung“ dabei,  „Schwung beizubehalten oder Atmosphäre aufzubauen“.
Die Filmmusik für die tschechisch-polnisch-slowakisch-französische Gemeinschaftsproduktion Je treba zabit sekala lobte das Magazin als subtil; sie „erhebe“ (elevates) den ganzen Film.

## Filmografie (Auswahl)
- 1981: Przyjaciele
- 1989: 300 Meilen bis zum Himmel (300 mil do nieba)
- 1991: Kroll
- 1992: Psy
- 1995: Prowokator
- 1996: Exit in Red
- 1996: Blood and Wine
- 1997: Bastard – Willkommen im Paradies (Bandyta) (PL: ×2Doppelplatin )[3]
- 1998: Zloto dezerterów
- 1998: Nic
- 1998: Der Bastard muss sterben (Je třeba zabít Sekala) (poln. Zabić Sekala)
- 2000: Daleko od okna
- 2000: Zakochani
- 2001: Die Sonnenlanze
- 2001: Przedwiosnie
- 2001: Frühling im Herbst (Babí léto)
- 2003: Symetria
- 2007: Wszystko będzie dobrze
- 2007: Die Flucht (Uciekinier)
- 2008: Vier Nächte mit Anna (Cztery noce z Anną)
- 2008: O rodicích a detech
- 2008: War Games (Gry wojenne)
- 2008: Ojciec Mateusz
- 2010: Różyczka (PL: Gold)
- 2010: Sluby panienskie
- 2011: Black Thursday (Czarny czwartek. Janek Wisniewski padl)
- 2011: Jan Pawel II: Szukalem Was... (Dokumentation) (PL: Gold)
- 2016: Der Verrat von München (Masaryk)
- 2019: The Pleasure Principle – Geometrie des Todes (Zasada przyjemności)